# (1436) Salonta
(1436) Salonta es un asteroide perteneciente al cinturón de asteroides descubierto el 11 de diciembre de 1936 por György Kulin desde el observatorio Konkoly de Budapest, Hungría.

## Designación y nombre
Salonta se designó al principio como 1936 YA.
Más tarde fue nombrado por la localidad rumana de Salonta, lugar de nacimiento del descubridor.

## Características orbitales
Salonta orbita a una distancia media de 3,145 ua del Sol, pudiendo alejarse hasta 3,35 ua y acercarse hasta 2,94 ua. Tiene una excentricidad de 0,06526 y una inclinación orbital de 13,89°. Emplea en completar una órbita alrededor del Sol 2037 días.